# Forja catalã

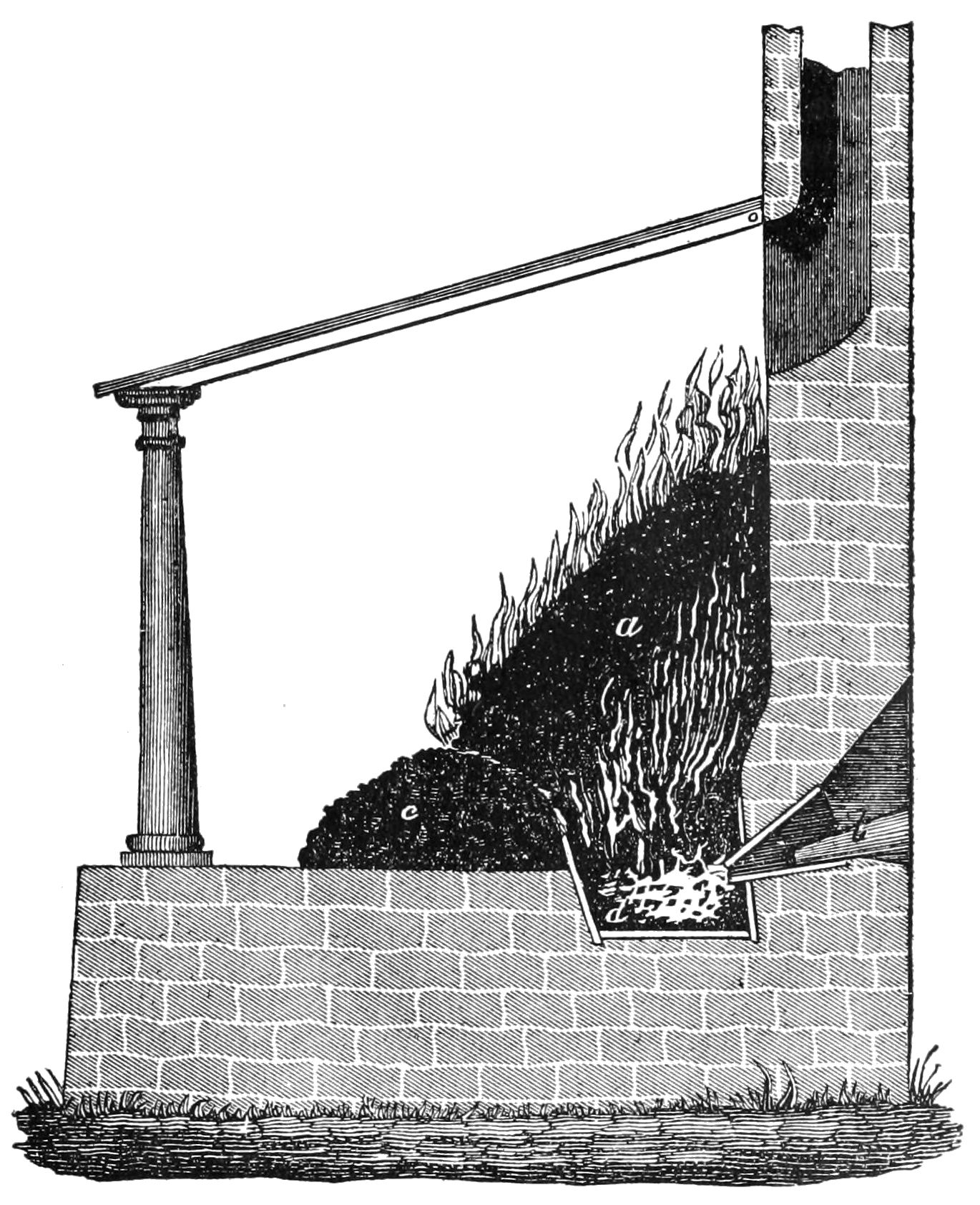
Um forno catalão, com tuira e fole à direita

A forja catalã é um tipo de forno usado até o final do século 19 para produzir ferro, por reação entre o minério e monóxido de carbono, em estado sólido. O processo tinha duas etapas, a etapa química e a etapa física. Na etapa química, ar era soprado sobre carvão, gerando o monóxido de carbono que reagia com o minério, gerando uma massa sólida chamada de lupa,  de ferro poroso e misturado com impurezas aglomeradas na escória. Na etapa física, a lupa ainda quente era martelada em um malho de ferro, para eliminar os poros, expulsar a escória e consolidar o metal na forma de uma barra. O nome "forja" advém dessa necessária operação. O tipo "catalão" refere-se, em geral, ao uso de uma trompa de água para soprar o ar necessário para a etapa química.  Na classificação de Ronald F. Tylecote, é um forno do tipo bacia (bowl), em que a lupa é retirada por cima, diferenciando-se dos fornos tipo chaminé (shaft), em que a lupa era retirada por baixo, demolindo uma fração da parte inferior do forno.
No Brasil, a forja catalã foi usada por João Monlevade, a partir de 1825, e por várias outras forjas em Minas Gerais. Autores brasileiros do século 20, a começar por Pandiá Calógeras, passaram impropriamente a chamar de "forja catalã" a todo forno antigo de redução de minério de ferro.   
Os chineses ignoraram completamente o processo catalão (Blooming), começando com o alto-forno e a forja fina para produzir ferro forjado: no século V aC.